# MÁV 501 sorozat
A DRB 42 sorozat a Német Birodalmi Vasút (németül: Deutsche Reichsbahn, röviden: DRB) KDL 3 jelű hadimozdonya volt (KDL 3 = KriegsDampfLokomotive 3, azaz Hadimozdony 3). Nehéz tehervonatok továbbítására tervezték, melyeket a könnyebb DRB 52 sorozatú mozdonyokkal (KDL 1) nem lehetett gazdaságosan vontatni. A megépített mozdonyok száma messze nem érte el a tervezettet és sokkal kisebb volt, mint az 52 sorozaté, mivel a tervezése és a sorozatgyártása is a második világháború alatt történt. Mégis mind a háború alatt, mind az azt követő időkben sok közép- és kelet-európai országban jelentős szerepet töltöttek be a vasúti teherszállításban.
A Német Szövetségi Vasút (Deutsche Bundesbahn, DB), az (NDK) Német Államvasutak (Deutsche Reichsbahn, DR), az Osztrák Szövetségi Vasutak (Österreichische Bundesbahnen, ÖBB) és elődszervezeteik a háború után meghagyták a mozdonyok 42 sorozatjelét. A többi európai vasúttársaság újraszámozta őket. Luxemburgban a CFL 5501-5521 pályaszámokat kapták. Magyarországon a MÁV 501,001- 005 pályaszámtartományba sorolta, Lengyelországban a háború alatt ott szolgáló mozdonyokat PKP Ty3-1 és Ty3-3 pályaszámcsoportba sorolták. A Lengyel Államvasutaknál a háború után épített KDL 3 sorozatot új, PKP Ty43 sorozatba osztották, majd később ezeket is besorolták a Ty3 sorozatba. A Szovjetunióban is új pályaszámtartományt jelöltek ki a 42 sorozatú mozdonyok számára, így az SZD TL sorozatot, ám csak ritkán hajtották végre a tényleges átszámozást. A Bolgár Államvasutaknál a 42 sorozatú mozdonyok új jelölése BDŽ 16 sorozat lett, a Román Államvasutaknál maradt két mozdony a CFR 150.1201 és CFR 150.1202 pályaszámokon üzemelt tovább.

## Története
Az 1938-as Anschluss után a Német Birodalomnak a megszállt Ausztria területén nagy teljesítményű tehervonati mozdonyokra volt szüksége. A DRG 44 sorozat a nagy, közel 20 tonnás tengelynyomásával nem volt alkalmazható az alacsonyabb teherbírású osztrák vasúti pályákon. Ekkor született döntés egy 1'E tengelyelrendezésű, 18 tonna legnagyobb tengelyterhelésű, a 44 sorozattal megegyező teljesítményű mozdony építéséről.
A futóművet az 50 sorozattól, a kazánt, áttervezve a 44 sorozattól vették volna át. A súlycsökkentés miatt 300 mm-rel csökkentették a tűzcsőhosszakat a hosszkazánban, valamint kéthengeresre tervezték át a gépezetet is. A békeévekben utolsóként tervezett mozdony tervei ugyan 1940-ig elkészültek, ám a megvalósításra már nem került sor. A második világháborúban a mozdonyépítés az úgynevezett hadimozdonyok építésére összpontosított, így a Vasúti Főhivatalnak (Hauptausschuß Schienenfahrzeuge, HAS) kezdetben csupán az 52 sorozat építésére volt hatásköre. 1942-re kiderült, hogy ez nem volt elég. Különösen keleten jelentett hatalmas problémát a vasút számára az egyre növekvő katonai utánpótlási szállítási igények kiszolgálása. Ezen túlmenően a Keleti Vasút Főigazgatóság (Generaldirektion der Ostbahn, Gedob) a megszállt Lengyelország teherforgalmának biztosítására erősebb mozdonyokat kért, mint az 52 sorozat, de a nagy tengelynyomású 44 sorozat a lengyel pályákon nem volt alkalmazható. Készült egy terv a PKP Ty37 sorozat alapján. Végül a Vasúti Főhivatal (HAS) kiírta a pályázatot a két terv alapján a 42 sorozat megépítésére.
A gyártók több, mint 20 tervet nyújtottak be a HAS-nak, amit 11-re szűkítettek. A mozdonynak 1600 tonnás szerelvényt kellett tudnia sík terepen 60 km/h sebességgel, 7‰ emelkedőn 20 km/h sebességgel vontatnia. 1943 nyarán megszületett a döntés a KDL 3 megépítéséről.
1942 szeptemberében a Főhivatal 8000 mozdony megépítését tervezte, de 1943 nyarára, amikorra a tervezés befejeződött és megkezdődött a gyártás, a tervszámot 3300-ra csökkentette.
A mozdonygyártó vállalatoknak alábbi ütemezés szerint kellett volna a mozdonyokat leszállítani:
- Henschel: 42 0001–0500
- Berliner Maschinenbau AG vormals L. Schwarzkopff: 42 0501–1000
- Schichau-Werke: 42 1001–1500
- Maschinenfabrik Esslingen: 42 1501–1800
- Borsig: 42 1801–2300
- Floridsdorfi Mozdonygyár (Wiener Lokomotivfabrik Floridsdorf, WLF): 42 2301–2800
- Krauss-Maffei: 42 2801–3300

Ez csak kezdetben volt tartható, mert a Krauss-Maffei és a Borsig például 1943 ősze után csak mozdonyokat javított, újakat már nem épített, ugyanis a két vállalatnak mozdonyok helyett fegyvereket kellett gyártania.
A háború folyamán a 42-es sorozat gyártása egyre nehézkesebbé vált, ezért 1944-ben az lengyel mozdonygyárakat is bekapcsolták a gyártásba, úgymint a krenaui Felső-Sziléziai Mozdonyművek (a háború előtt és ma Fablok) és poznańi H. Cegielski Gépgyár (a háború alatt a Német Fegyver- és Tölténygyár, röviden DWM kötelékébe tartozott).
1943 augusztusában a német vasút a Henschel gyártásában készült prototípus mozdonyokat 42 001 és 42 002 pályaszámok alatt átvette. A takarékosság érdekében a mozdonyok Brotan-kazánnal épültek, amit a bécsi Floridsdorfi Mozdonygyár szállított a Henschelnek. Ez kezdetben minden Henschel-mozdonynál így volt. Azok a rossz tapasztalatok, amiket a szintén Brotán-kazánnal felszerelt 50 3011 és 50 3012 mozdonyokkal szereztek, arra a megállapításra juttatta a Vasúti Főhivatalt, hogy a háború miatti szigorúbb üzemi körülményeknek és a megfelelő vizsgálatok hiánya miatt a Brotan-kazánoknál alkalmazott csövek nem felelnek meg, így a sorozatgyártásban a továbbiakban a hagyományos szegecselt állókazánt kell alkalmazni mennyezetcsapokkal a tűztér és a külső rész között. Később épültek még további mozdonyok Brotan-kazánnal, ám a Henschel csak a két prototípust gyártotta így a 42 sorozatból.
1943 végén a próbaüzem után megállapítást nyert, hogy a 42-es sorozat nem tudja biztosítani a 20%-kal nagyobb teljesítményt az 52-es sorozathoz képest. Mindamellett a próbákon a 42 002-essel 1650 tonna terheléssel, 60 km/ó tartós sebességet értek el, ami meghaladta a elvárt értéket.
Bár további változtatásokat terveztek, azok már nem valósultak meg. Később, csak 1944 januárjában készült el az első sorozatgyártott, a 42 501 pályaszámú mozdony, szegecselt kazánnal, melyet a Berlini Gépgyár épített. A Birodalmi Vasút első mozdonyainál három számjegyű sorszámokat használtak, a bevezető a „0”-t elhagyták. A háború végéig 844 darabot, a mozdonysorozat gyártásában részt vevő összes országban, így Németországban, Ausztriában és Lengyelországban 1949-ig összesen 1061 darabot gyártottak.

## Szerkezete

### Technológia
A 42 sorozat erőssége a kiváló gőzfejlesztő-képességű, ám meglehetősen sérülékeny kazán volt. A mozdony futása nyugtalan, amely 60 km/h sebességnél erős rángatózó mozgásban mutatkozott meg. A 42 sorozat fejlesztését erősen befolyásolta a tény, hogy a tervek szerint csak a háború idején szolgáltak volna, ellentétben az 52-es sorozattal, amelyeket a „végső győzelem” után, polgári célokra továbbra is használatban maradtak volna. Sok újítást is alkalmaztak, melyeket a később épített 52 sorozatú hadimozdonyoknál is alkalmazott néhány gyártó, mint például a nyomáskiegyenlítő szelep a gőzhengereken és a ékes tengelycsapágyak bevezetése néhány gyártónál.

### Kazán
A kazánt a 44 sorozatból vették át rövidebb tűzcsövekkel. A Brotan-kazán gőzfejlesztő képessége a nagyobb fűtőfelület miatt kissé meghaladta a szegecselt kazánét, ám a tömege is nagyobb volt, így kissé nőtt a vonóerő is. Így Brotan-kazánnal a kapcsolt tengelyek tengelynyomása 18 tonna, szegecselt kazánnal 17,6 tonna, amivel a futómű nem érte el a lehetséges 18 t tengelyterhelést.
A kedvezőtlen elrendezésű mennyezetcsavarok és háborús körülmények egyszerűsített építési módszere miatt a sorozatmozdonyok kazánján – például a csuklós mennyezetcsapok következtében – gyakran jelentkeztek a hőtágulás okozta repedések.
A hosszkazán két övből állt, egy gőzdóm és egy homokdóm volt rajta, közös kupola alatt. A tűztér acélból készült, eleve rossz minőségű fűtőanyagokhoz, mint például lignithez volt tervezve. A kazán a háborús körülményeknek megfelelően kis túlhevítővel készült, de szénfogyasztása nagyobb volt, mint a KDL 1-nek. A füstkamrát meghosszabbították a 44 sorozathoz képest, az elejét egyszerűen lezárták, később a háború alatt átépítették és lemezajtót szereltek fel rá.
A kazánt két lövettyű (gőzsugár-szivattyú) látta el tápvízzel, amelyeket a mozdonysátorban az állókazánra helyeztek el. A háború után az adott vasút előírásai szerint néhány mozdonyon a gőzsugár-szivattyút dugattyús vagy turbószivattyúval váltották fel, valamint néhány mozdonyra tápvíz-előmelegítőt szereltek fel. A mozdonyokon két biztonsági szelep volt, némelyeken Ackermann-típusú, másokon egyszerűbb Pop típusú, amelyeket a háború után az előbbire cseréltek.
A fagyvédelem miatt az összes cső a kazánburkolat alatt volt elhelyezve, a háború után valamennyi csővezetéket az eredeti helyére építették vissza.

### Keret és futómű
A mozdonyok főkerete tömbkeret volt, lapos és széles, mint egy keretlap, a keret részeit lángvágással készítették el, de a folyamatot nem fejlesztették tovább. Miután a lemezkeret és a Brotan-kazán tervezésénél takarékoskodniuk kellett az acéllal, a keretet és a futóművet meglehetősen zsúfoltra képezték ki, amit a nehéz hozzáférhetőség miatt az üzemeltetők és karbantartók keményen kritizáltak.
A futómű elől Krauss-Helmholtz típusú forgóváz volt. Az első és az ötödik kapcsolt kerékpár oldalirányban 25 mm-t elmozdulhatott, a harmadik kapcsolt kerékpár nyomkarimái 15 mm-rel vékonyabbra készültek. A nyomkarimának eredetileg nem volt kenése, de a háború utáni időszakban az első és az ötödik kapcsolt kerékpárokhoz utólag felszerelték. A keretben a tengelyágytokok csúszólemezeit a háború idején bakelitből készítették, amik nagyon gyorsan elkoptak, ezért később öntöttvasra cserélték őket.
A tengelycsapágyak ékes utánállításúak voltak, amely a durva kidolgozású hadimozdonyokon szokatlan megoldásnak hatott.
A homokolócsövek úgy voltak elhelyezve, hogy előremenetben a másodiktól az ötödik, hátramenetben pedig az elsőtől a negyedik tengely kerékpárok alá homokoltak. A 42 sorozat mozdonyainak legnagyobb sebessége előre és hátramenetben egyaránt 80 km/h volt.
A kapcsolt kerékek átmérője 1400 mm, a lemez futókerekek átmérője 850 mm volt.

### Fékek
A fékek a kapcsolt kerekeket fékezték elölről, a futótengelyek fékezetlen volt. A sűrített levegőt egy kétfokozatú dupla kompresszorǀlégsűrítő biztosította, amely a kazán jobb oldalára volt felszerelve. A légsűrítő gőz részét fagyvédelmi burkolat látták el, amely nyáron levehető volt. A fékrendszer két főlégtartálya a második és a harmadik kapcsolt kerékpárja fölé, keresztben volt felszerelve. A segédlégtartály és a fékkiegyenlítő tartály a mozdonysátor jobb oldalán, az alaplemez alatt lett elhelyezve. A mozdonykeret hátulján, a vezetőállás alatt, a jobb oldalon volt a főfékhenger.

### Gépezet
A gépezet két, a kereten kívül felszerelt hengere a harmadik kapcsolt kerékpárt hajtotta. A hengeröntvény felett egy Winterthur típusú nyomáskiegyenlítő, továbbá az olajzár volt elhelyezve közös védődobozban a gőzhengerre merőlegesen. A hajtó- és csatlórudak, az 52 sorozathoz hasonlóan, hengerelt szelvényből készültek, a végükön süllyesztékes kovácsolással készített fejjel.

### Segédberendezések
A mozdonysátor az 52 sorozattal egyezően, első oldalablak nélküli, körben zárt kivitelű volt. A mozdony személyzetét télen jól védte a hideg ellen, azonban nyáron a nem megfelelő szellőzés valamint a kedvezőtlen tápvízszivattyú elhelyezés miatt a személyzet szenvedett a hőségtől. A mozdonyok tetején az egyszerű tetőszellőző helyett 1944-től csuklós zsaluszerkezetet szerelték fel. A gőzüzemű generátor az állókazán bal oldalán, a padlóra volt szerelve, a fáradt gőzét a kéménybe vezették.
A 42 sorozat eredeti változatán elöl két nagy pályakotró volt. Az első-lámpák nem az elülső mellgerendára voltak felszerelve, hanem hátrább és feljebb, a hengeröntvények fölött. Ez és a füstkamra alatti, elülső „kötény” hiánya adta a 42 sorozat jellegzetes megjelenését. A magasan elhelyezett lámpa indoklása a Birodalmi Vasút Központi hivatalának leírásában (idézet): „a pálya jobb megvilágítása érdekében a légoltalmi elsötétítési intézkedések körülményei alatt”
A 42-es sorozat mozdonyai néhány kivételtől eltekintve, Witte-típusú füstterelővel volt felszerelve. A prototípusoknál 42.0001–0002 egyenes, a tetején hajlított lemezekből, a sorozatmozdonyoknál a kazán formáját követő lemezekből voltak kialakítva.

### Szerkocsi
A szerkocsi úgynevezett „kádszerkocsi” volt, K 2'2' T 30 szerkezetszámmal, amely eredetileg a K 2'2" T 32 számú volt. A forgóvázak megegyeztek az 52 sorozatéval, ezért a szerkocsi mindkét mozdonysorozathoz használható volt. A Birodalmi Vasút Központi Hivatala így írja le: „... A forgóvázas könnyűszerkezetes szerkocsi megfelel egy tartálykocsinak, a felső félhengeres rész levágva és helyébe egy széntartó szerelve ...”, 10 t szén és 32 m³ víz fért bele. Ausztriában néhány mozdonyhoz merevkeretes szerkocsit kapcsoltak. A mozdony tervezési fázisában, 1942–1943 között, amikor a Harmadik Birodalom megkezdte területnövelő háborúit, a mozdonyhoz nagy űrtartalmú szerkocsit és vízszállító tartálykocsit terveztek, a vízben szegény területeken a mozdonyok hatótávolságának növelése érdekében. A nagyméretű szerkocsik azonban már nem épültek meg, mivel a szóban forgó területeket Keleten az ellenség 1944 végére visszafoglalta. Ugyanezen okból lemondtak a 42 sorozatú mozdonyok még 1943-ban tervezett kondenzációs mozdonnyá fejlesztéséről is.

## Működés
A Vasúti Főhivatal által kért darabszám szállítása a gyártók felelőssége volt, melyek igyekeztek mindent megtenni, hogy ezt teljesítsék. Ez a minőség rovására ment, melyet a Birodalmi Vasút már nem tudott befolyásolni. Ez hozzájárult a használhatatlanná váló gépek számának növekedéséhez. A háború azonban már a végső stádiumában volt és a háború alatt sok országban nem volt más választás, mint hogy helyrehozzák a viszonylag új 42 osztályú mozdonyokat és orvosolják a háborús szerkezet hiányosságait. Az is szempont volt, hogy a 42 sorozat nagy mennyiségben rendelkezésre állt, és néhány gyártó 1949-ig továbbra is gyártotta a mozdonyokat. Különösen azokban az országokban, ahol nagy volt a mozdonyhiány a háború után, a 42 sorozat javítási, átalakítási és korszerűsítési munkálataira nagy erőfeszítéseket tettek, hogy mégis elfogadható mozdony legyen. Így például Lengyelországban a Ty43 sorozatot még 1995-ig használták.

## A második világháború alatt
A mozdonyok a háború alatt főként Németországban és Ausztriában voltak üzemben. A tervezett felhasználási területre Lengyelországba csak néhány mozdony érkezett. Mivel a frontok távoli területeken voltak, csak egy mozdony, a 42 980 veszett oda a háború következtében.
Az átlagos napi használat gyakran nem érte el 200 km-t sem. A kazángyártás háborús viszonyok mellett folyt, és ezért a kazán sérülékeny volt; néhány mozdony még a 100 km-es napi teljesítményt sem érte el. Néhány gép rögtön az átadási gépmenete után lett működésképtelen, kazánhiba miatt. Egyes esetekben a kazánt kicserélték, de ez nem mindig lett dokumentálva, Így 1945-ben egy mozdonyt olvashatatlan számokkal találtak és a háború után beszámozták 42 5000-nek. Későbbi ellenőrzések során kiderült, hogy ez a 42 1882 számú, amelyen már nem az eredeti kazán volt. A mozdonyjavítást is lassította a háború.
A világháború utolsó éveiben néhány mozdonyt keverő előmelegítővel szereltek fel, amelyek újdonságnak számítottak Németországban gyártott gőzmozdonyokon. Bár ettől nem nőtt a teljesítmény, de a szénfogyasztás 10%-kal csökkent. Végeztek próbákat egyfokozatú Knorr keverő előmelegítőkkel és kétfokozatú Heinl előmelegítőkkel. A cél az volt, hogy megtalálják a megfelelő típusú keverő-előmelegítőt.

## A háború után

### Nyugati Zóna / Szövetségi Köztársaság
A nyugati övezetben a háború végére 654 mozdony maradt, beleértve a Brotan-kazános prototípusokat is. Ezen kívül 8 mozdonyt az amerikai csapatok 1945-ben átvittek Türingiába, a nyugati övezetbe. 1946-ig az Esslingeni Mozdonygyár még 16 mozdonyt készített és adott át a Nyugati Államvasútnak Az Esslingenben gyártott 42.1597 pályaszámú mozdonyt az amerikai megszálló erők lefoglalták és 1945 szeptemberében a 19 1001 gőzmotormozdonnyal és az 52.2006 kondenzációs mozdonnyal kutatási és kiállítási célra Amerikába vitték. Egy ideig Virginiában, Fort Eutisban voltak kiállítva, végül 1951-ben selejtezték őket. A francia államvasút a 42 1886-ot és 42 1900-at átadta a Reichbahnnak (nyugati), mert nem tudták használni azokat. 1947-ben a Reichbahn azt tervezte, hogy kijavítja a kazán mennyezetcsavarjainak elrendezését és a kicseréli a lövettyűket Turbo Boost szivattyúkra, valamint folytatja néhány keverő előmelegítővel szerelt mozdonynak a háborúban alatt elkezdett próbáit .
Az 1949-ben alapított Német Szövetségi Vasút 1950-es hivatalos nyilvántartása szerint 649 db 42 sorozatú mozdonya volt. Ezek az Észak-németországi Vasútigazgatóságot kivéve bárhol felhasználhatóak voltak. Azonban a legtöbb mozdony működésképtelen volt. Jóvátételként a háború alatt a francia gyártók által gyártott 44 sorozatú mozdonyokért, amelyeket Németországnak szállított, a DB sok, számára szükségtelen és működésképtelen 42 sorozatú mozdonyt adott át Franciaországnak, ahol selejtezték azokat.
A Német Szövetségi Vasút saját teherforgalmához elég 50, 56 és 44 sorozatú mozdony állt rendelkezésre. Az 1950-es években a Marshall-terv alapokat teremtett a korszerű mozdonyok kifejlesztéséhez, mivel a hadimozdonyok már elavultak voltak. A 42 sorozat bevezetésekor a legnagyobb vontatási igény 1500 t volt. Ez a középnehéz tehervonatoknak felelt meg. A futómű és a kazán sérülékenysége, a utóbbi magas szénfogyasztása, továbbá a 42.1893 1951. októberi cochembeni kazánrobbanása miatt a DB 1954–ben a teljes sorozatot ki akarta vonni a forgalomból. A kivonás azonban hosszabb ideig tartott, 1955-ben a Szövetségi Vasútnál még hat mozdony üzemelt, végül 1956. március 27-én állították le az utolsó mozdonyt, a Brotan-kazános 42 001 pályaszámút a háború utáni állományból. A Szövetségi Vasút 1943-ban vette át a két prototípust három számjegyű sorszámmal. Ezek teljes szolgálati idejük alatt Bambergbe voltak állomásítva.
21 mozdony már a háború vége óta a Saar-vidéki Vasútnál üzemelt, melyet a francia megszálló hatalom alapított. Köztük volt az a mozdony is, amely ezt követően kapta a 42 5000 pályaszámot. 1957-től a Szövetségi Vasút vette át ismét a Saar-vidéki Vasutat és annak már selejtezett 42 sorozatú mozdonyait. Ám ezeket már csak Saarbrückenben és környékén használták az ércszállító vonatok továbbítására és tolatásra. A 42 sorozat utolsó gőzmozdonyát a Szövetségi Vasút a Saar-vidéken 1962. október 10-én selejtezte.

### Szovjet zóna / Német Demokratikus Köztársaság
1945-ben a háború után a Berlin-Rummelsburgben létrehozott utánpótlási központból Brestbe hadizsákmányt szállító tehervonatok és katonai személyszállító vonatokhoz összesen tizenegy 42 sorozatú mozdonyt vettek igénybe. Öt mozdony 1949-ben a központ megszűnését követően visszatért a Reichsbahnhoz, a többit átadták a Szovjetuniónak. Az Reichsbahn-Ost–nak 1945 őszén mindössze 41 darab 42 sorozatba tartozó mozdonya volt. 1948 után a szovjet katonai igazgatás átadott három, a leszerelt Berlin Maschinenbau AG-től származó félkész mozdonyt a Stendal mozdonyjavító műhelyének készre szerelésre. Ezek 1949 áprilisában léptek szolgálatba 42 001, 42 002 és 42 003 pályaszámokon. Tehát ezeket a pályaszámokat Kelet-és Nyugat-Németországban kétszer is kiadták.
A 42 sorozat mozdonyai a Reichsbahnnál gyakran 1700 tonnánál is nehezebb tehervonatokat vontattak. Természetesen észrevehetően több volt a kazánjavítás és karbantartásigény ilyen megterhelés mellett. Ez a helyzet az 1950-es évek közepére fokozatosan javult, köszönhetően a hegesztett mennyezetnek a csavaros helyett. A DR-nél a 42 sorozatot ellátták központi záras füstszekrénnyel és a füstszekrény elején füstterelő lemezzel. A hóekét eltávolították. A későbbi évek modelljein a vezetőfülke tetején szellőzőzsaluk voltak felszerelve. A kerékabroncsokat és az egyéb háborús rögtönzött részeket visszaállították a háború előtti állapotra. Néhány gépet kéménytoldattal láttak el.
Eltérően más tehervonati mozdonyoktól, a 42 sorozatot gyenge üzemi jellemzői miatt szinte soha nem használták személyszállító vonatok továbbítására. Főként olyan teherszállítási feladatokat láttak el, mint például a tengeri halak és trópusi gyümölcsök szállítása Kelet-Berlinbe. 1966-tól a 42 sorozatot korszerű mozdonyok, mint a például az 50,50 sorozat váltotta fel. 1969-ig a pasewalki vasúti műhelyben teljesített szolgálatot. 1970 után nincs bejegyzés róla a DR iratanyagában.
A Német Szövetségi Vasút 1948–1949-ben egy 1'E tengelyelrendezésű, 18 t tengelyterhelésű új mozdonyt tervezett építeni, amely a BR 42 hadimozdonyon alapult volna. A projekt nem sikerült, mert a legtöbb vasútigazgatóságnak 15 tonna tengelyterhelésű mozdony kellett, mint az 50 sorozat, amelyet másodrendű vonalakon is használhatnak.
Két WLF építésű 42 sorozatú, 1947-ben épült mozdonyt, 1949-ben az NDK Külkereskedelmi és Belkereskedelmi Minisztériuma megvásárolt és átadta üzemi mozdonynak VEB Buna Vegyikombinátnak. 1960-as években helyükbe a dízelmozdonyok kerültek.

### Ausztriában
A rendelkezésre álló mozdonyok száma a háború után a becslések szerint kb. 100 db volt. A szovjet katonai vezetés 35 db-os igénye miatt csak 67 db került 1967-ben az ÖBB állományába. Ezek közül 16 gépet leállítottak, vagy selejteztek. Helyükre a bécsi Floridsdorfi Mozdonygyár újonnan épített mozdonyai kerültek, amely 1949-ig még 72 db 42 sorozatú mozdonyt készített. Az ÖBB több mozdonyt már nem rendelt a WLF-től, mert hálózatán a villamosítás elsőbbséget élvezett és a gőzmozdonyokat már szükségtelennek ítélte.
A háború után a fagyvédelmi eszközöket eltávolították a mozdonyokról, valamint átépítették a szerkocsit ún. „kabinettender”-ré. Néhány mozdonyon még volt próbaképpen felszerelt keverő-előmelegítő. Némelyik mozdonyt kiegészítő olajtüzeléssel láttak el, másokat teljesen átalakítottak olajtüzelésűre, mert a gőzmozdonyok fűtéséhez kevés szén volt Ausztriában.
A hadimozdonyokat elsősorban a Semmering Vasúton használták. Nemritkán ugyanilyen sorozatú mozdonnyal előfogatolva, sőt ha szükséges volt, a végén még egy további negyvenkettes tolta a vonatot. Az ÖBB a nehéz hadimozdonyokkal nagyon elégedett volt. Mindazonáltal az ÖBB a villamosítás előrehaladtával egyre ritkábban használta őket, 1955-ben a számukra szükségtelenné vált gépekből 25 darabot átadtak a MÁV-nak. 1963-ban már csak 16 darab, a háború után épült mozdony volt állományban. 1968-ban az ÖBB az utolsó 42 sorozatú mozdony is törölte mozdonyparkjából. 1966-ban a 42 2708 pályaszámú gépet múzeumi mozdonnyá minősítették.

### Magyarországon
1945-ben 38 db német 42-es sorozatú mozdonyt Magyarországon trófeáztak, amelyeket 1948-1949-ben az oroszok Románián keresztül elhurcoltak.
A szovjet hadsereg által a MÁV részére átadott trófeajeles ("T") mozdonyok 1945-48 között:
12831/1944. Schw. 42.514->MÁV 45.04. 1946:Sv    ??.??.->SZD TL-514
12832/1944. Schw. 42.515->MÁV 45.04. 1946:Sa   ??.??.->SZD  TL-515
12836/1944. Schw. 42.519->MÁV 45.09. 1946:Sv    ??.??.->SZD TL-519
12837/1944. Schw. 42.520->MÁV 45.09. 1946:Km  48.04.->SZD  TL-520
13230/1944. Schw. 42.831->MÁV 45.07. 1946:C     ??.??.->SZD TL-831
13233/1944. Schw. 42.834->MÁV 45.07. 1946:Km  48.07.->SZD TL-834
13261/1945. Schw. 42.842->MÁV 45.04. 1946:Km  48.05.->SZD TL-842
13262/1945. Schw. 42.843->MÁV 45.05. 1946:Km  48.04.->SZD TL-843
13263/1945. Schw. 42.844->MÁV 45.07. 1946:Sa   ??.??.-> SZD TL-844
4892/1944. Essl. 42.1511->MÁV 45.07. 1946:C    ??.??.->SZD TL-1511
4893/1944. Essl. 42.1512->MÁV 45.05. 1946:Hn  ??.??.->SZD TL-1512
4894/1944. Essl. 42.1513->MÁV 45.07. 1946:Db  48.05.->SZD TL-1513
4895/1944. Essl. 42.1514->MÁV 45.07. 1946:Db  ??.??.->SZD TL-1514
4896/1944. Essl. 42.1515->MÁV 45.04. 1946:Sv  48.05.->SZD TL-1515
4899/1944. Essl. 42.1518->MÁV 45.07. 1946:Sv  48.04.->SZD TL-1518
4901/1944. Essl. 42.1520->MÁV 45.06. 1946:Sv  48.05.->SZD TL-1520
17097/1944. Flor. 42.2301->MÁV 45.10. 1946:Db  48.04.->SZD TL-2301
17098/1944. Flor. 42.2302->MÁV 45.06. 1946:Hn  ??.??.->SZD TL-2302
17100/1944. Flor. 42.2304->MÁV 45.06. 1946:Hn  48.07.->SZD TL-2304
17101/1944. Flor. 42.2305->MÁV 45.06. 1946:Hn  ??.??.->SZD TL-2305
17103/1944. Flor. 42.2307->MÁV 45.10. 1946:Sv   ??.??.->SZD TL-2307
17104/1944. Flor. 42.2308->MÁV 45.10. 1946:C    ??.??.->SZD TL-2308
17107/1944. Flor. 42.2311->MÁV 45.60. 1946:Sv  48.05.->SZD TL-2311
17449/1944. Flor. 42.2501->MÁV 45.04. 1946:Hn  48.04.->SZD TL-2501
17450/1944. Flor. 42.2502->MÁV 45.09. 1946:Hn  ??.??.->SZD TL-2502
17451/1944. Flor. 42.2503->MÁV 45.07. 1946:Hn  ??.??.->SZD TL-2503
17452/1944. Flor. 42.2504->MÁV 45.06. 1946:Hn  ??.??.->SZD TL-2504
17453/1944. Flor. 42.2505->MÁV 45.04. 1946:Hn  ??.??.->SZD TL-2505
17456/1944. Flor. 42.2508->MÁV 45.07. 1946:Hn  ??.??.->CFR 150 1202 S: 74.11.01.
17567/1945. Flor. 42.2564->MÁV 45.05. 1946:Hn  ??.??.->SZD TL-2564
17571/1945. Flor. 42.2568->MÁV 45.05. 1946:Hn  48.07.->SZD TL-2568
17574/1945. Flor. 42.2571->MÁV 45.07. 1946:Db  ??.??.->SZD TL-2571
17576/1945. Flor. 42.2573->MÁV 45.06. 1946:Db  48.05.->SZD TL-2573
17577/1945. Flor. 42.2574->MÁV 45.07. 1946:Db  ??.??.->SZD TL-2574
17578/1945. Flor. 42.2575->MÁV 45.07. 1946:Hn  ??.??.->SZD TL-2575
17579/1945. Flor. 42.2576->MÁV 45.07. 1946:Hn  ??.??.->SZD TL-2576
17581/1945. Flor. 42.2578->MÁV 45.??. 1946:Db  ??.??.->SZD TL-2578
17582/1945. Flor. 42.2579->MÁV 45.07. 1946:Db  ??.??.->SZD TL-2579
1957-ben a NIKEX Külker Vállalat 25 db, az ÖBB által leadott BR 42-es gépet vásárolt a Bohmann, Wien ócskavas cégtöl, kilós árban az Ózdi, illetve Diósgyöri vasgyárak részére beolvasztás céljából. Ebből lett kiemelve öt darab gép, amelyek 1958. decemberben üzembe álltak 501,001-005 pályaszámokon.
A MÁV által a saját állagba besorolt BR42 mozdonyok:
17465/1944. Flor. 42.2517 1958.12.05. MÁV 501,001 Selejtezve: 1969. IV. 2.
17594/1946. Flor. 42.2711 1958.12.05. MÁV 501,002 Selejtezve: 1971. II. 23.
17598/1946. Flor. 42.2715 1958.12.05. MÁV 501,003 Selejtezve: 1970. XI. 9.
17600/1947. Flor. 42.2717 1958.12.05. MÁV 501,004 Selejtezve: 1971. II. 23.
17588/1946. Flor. 42.2705 1959.02.14. MÁV 501,005 Selejtezve: 1970. XI. 9.
Kép az 501,001-ről:
https://web.archive.org/web/20200221193924/https://archivum.mtva.hu/photobank/item/MTI-FOTO-WHhrelJTNGhtV1EyT0U1VzFMMTg2dz09

### Luxemburgban
A háború utáni zűrzavar a 42.1503 pályaszámú mozdonyt a Luxemburgi Nagyhercegségben érte. A háború után az újonnan létrehozott Államvasút (CFL) vásárolt a WFL-től 20 db, a háború után újonnan épített mozdonyt és a CFL 5501-5521 pályaszámcsoportba sorolta be őket. Ezek a mozdonyok vették át a nehéz teherforgalom (a szén- és ércszállító vonatok) továbbítását Belgium és Franciaország felé. Időnként nagy terhelésű személyszállító vonatokat is vontattak. 1964-ben a sorozat valamennyi mozdonyát selejtezték. A CFL 5519 pályaszámú gépet megőrizték.

### Szovjetunióban
Összesen 54 mozdony került át a szovjet megszállás övezetből a Szovjetunióba. 19 példány Magyarországról, 35 pedig Ausztriából. A német mozdonyok azonban a Szovjetunióban egy „szakadár fajtát” (Splittergattung) képviseltek, így főként iparvasúti szolgálatot láttak el. Az a néhány mozdony, amelyiket a szovjet vasút, az SZD üzemeltetett, 1524 mm-es nyomtávolságúra lett átépítve és jellegzetes orosz kivehető füstkamra-lemezajtót is kapott, amely tulajdonképpen csupán egy karbantartónyílás volt. A mozdonyok német pályaszáma 1952-ig megmaradt, csupán a sorozatszám és a sorszám közé került kötőjel. 1952-től a szovjet Közlekedési Minisztérium a TL sorozatba sorolta be őket a német sorszámok megtartásával. Ez azonban csak kevés mozdonyt érintett. Valószínű, hogy az egykori 42 sorozat mozdonyai zömét az 1950-es évek közepéig leállították.

### Romániában
A II. világháború alatt tisztázatlan körülmények között került a 42 2395 és a 42 2508 pályaszámú mozdony a román vasutakhoz (CFR) és 1948-tól 150,1201 és 150,1202 pályaszámokon üzemelt. 1965-ig nehéz tehervonatokat vontattak, ezt követően csak alkalmanként használják, amíg egy közelebbről nem ismert időpontban kivonták őket a forgalomból és leselejtezték. A mozdonyok a CFR-nél olajtüzelésűek voltak.

### Bulgáriában
A bécsi Floridsdorfi Mozdonygyár (WLF) telepein még az 1950-es évek elején is volt 42 sorozatú mozdony, ám vevő nem volt a láthatáron. Így hát megkeresték a Bolgár Államvasutakat (BDŽ), és felajánlották a mozdonyokat eladásra. Biztató volt a WLF számára, hogy a megelőző időben a BDŽ mozdonyok a német mozdonyépítési irányelvek alapján készültek, és egészen a második világháborúig egy fontos ügyfele volt a német mozdonyiparnak. Hosszas tárgyalások után megvette a BDŽ ezeket a gőzmozdonyokat, összesen 33 darabot. Az utolsó mozdony 1949-ben épült, és 1952. október 14-én érkezett meg Bulgáriába.
A mozdonyokat a BDŽ a 16 sorozatba osztotta. Kezdetben változtatások nélkül üzemeltek. 1955-ben hóekét szereltek rá, a kéményekre hátsó gallért és szikrafogó toldatot, kád alakú salakgyűjtőt, és némelyik mozdonyra biztonsági korlátot a kazán köré.
Az mozdonyok megbízhatóan üzemeltek. A Bolgár Államvasutak nehéz tehervonatok továbbítására használta a sorozat mozdonyait szűk pályaívű meredeken pályákon. Ruszében és Gorna Oryahovitsaban állomásoztatták őket. 1985-ben még mind a 33 mozdony szolgálatban állt. 1990-ig fokozatosan selejtezték őket. Múzeumi célokra több mozdonyt adtak el Ausztriába és Németországba.

### Lengyelországban
A 42 sorozat eredetileg tervezett felhasználási területe a megszállt Lengyelország volt, de a háború alatt csak néhány mozdony jutott el oda. 1944 még a Cegielski Művek és a Fablok is a Reichsbahnnak szállította a 42 sorozatú mozdonyokat. 1944-ben a Fabloktól még több mint 150 mozdonyt rendeltek. A HCP a 42 sorozat gyártását a háború után már nem folytatta. Még 1945 elején megindult a termelés, de a német vasútnak már nem szállítottak.
A német visszavonulást követően a 42 1426, 42 1427 és 42 1504 mozdonyok Lengyelországban maradtak. Ezeket a Polskie Koleje Państwowe (Lengyel Államvasutak – PKP) a Ty3 sorozatba osztotta. Később a PKP 124 mozdonynak, melyek a német vasútnál szolgáltak és a Fablok, valamint a HCP épített új sorozatot nyitott. Ezek Ty43 sorozatúak lettek és eredetileg megegyeztek a német KDL 3-mal. Végül összesen 129 db német tervek alapján készült 42 sorozatú gőzmozdony volt az 1950-es években a Ty43 sorozatban.
A PKP a Ty43-asokat nagyobb PKP-fényszórókkal szerelte fel. A mozdonyokra kéménytoldat, lemez füstszekrényajtók és másik, Metcalfe vagy Nathan típusú gőzsugár tápszivattyú került, hóekével és valamint szikraoltó lemezzel látták el a füstszekrényajtó alatt. A vezetőfülke berendezése megváltozott. A generátor átkerült a kazánra. A fáradtgőz nem közvetlenül a szabadba áramlott, hanem egy külön csövön a kazán tetejére volt vezetve. A vezetőállás a többi lengyel mozdonyéhoz lett hasonló az egységesítés jegyében. A szerkocsi alját megerősítették. Néhány mozdonyt mechanikus tüzelőberendezéssel szereltek fel.
1954-ben a PKP-nál 129 db Ty43 sorozatú mozdony üzemelt. Kezdetben a következő helyeken állomásoztak: Bialograd, Chełm, Pila (Pila), Poznan, Sędziszów, Słupsk (Stolp), és Szczecinek Wagrowiec (Wongrowitz, Eichenbrück). 1970-ben például még a tehervonati szolgálat volt a Ty43 sorozat legfontosabb működési területe Poznań és Varsó között. Ezen túlmenően a PKP-nál rendszeresen továbbítottak személyszállító vonatokat a Ty43 mozdonyok. Az 1970-es években megkezdődött gőzmozdonyok kivonása a szolgálatból, miután a lengyel államvasutak fővonalain áttértek a villamos vontatásra. A Ty43 sorozatot összevonták a gnieznói fűtőházba. Ott 1990 elején még 25 mozdony állomásozott. Az utolsó mozdonyt 1995-ben vonták ki a szolgálatból. 1990-ben a Ty43-126, ex 42 1426 fölújították és ma TY3-2 pályaszámmal van a PKP Cargo-nál.

## Megőrzött mozdonyok
A következő 42 sorozatú mozdonyokat őrizték meg a különböző országokban:

### Németország

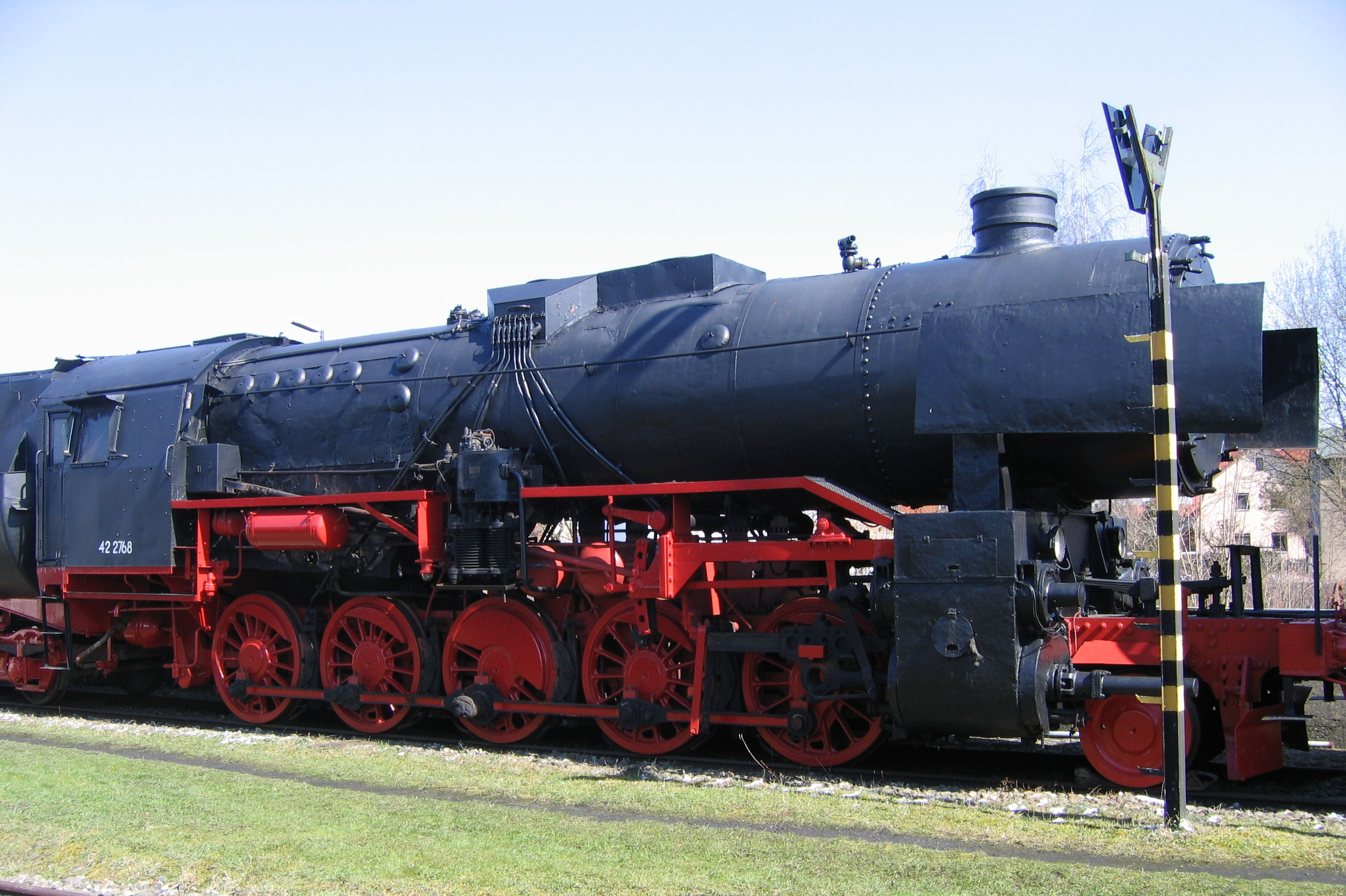
A 42 2768 oldalnézetben a Bajor Vasúti Múzeumban

A Németországban üzemelt mozdonyok közül nem maradt meg egy sem. Amelyek Németországban találhatók:
- Műszaki Múzeum Speyer: A Német Birodalmi Vasút 42 1504 pályaszámú mozdonya található itt amely 1944-ben készült Esslingeni Mozdonygyárban. A háború után Lengyelországban üzemelt előbb Ty3-3, majd Tx 43-127 pályaszámon. Selejtezése után a Muzeum megvásárolta a PKP-tól.[20]
- Bajor Vasúti Múzeum: A Bolgár Államvasutak BDŽ 16.16 pályaszámú mozdonya, amelyet a Német Birodalmi Vasút építtetett és eredeti pályaszáma 42.2768 volt. Ez a mozdony a Bécsi Mozdonygyárban készült és a háború utáni sorozat része.
- Gőzmozdony Múzeum Hermeskeil: Szintén a háború utáni WLF mozdony a 42.2754 pályaszámú, amely a Bolgár Államvasutaknál BDŽ 16.15 pályaszámon üzemelt. Előbb az osztrák vasúttársaság vásárolta meg kiállítási céllal, majd tőle a gőzmozdonymúzeum.[21]

### Ausztria
- Műszaki Múzeum Bécs: Az ÖBB 1966-ban kivonta a szolgálatból a 42 sorozatot a 42 2708 pályaszámú mozdonyt megőrizte múzeumi célra. Innen került a Bécsi Műszaki Múzeumhoz és most a Strasshofi Vasúttörténeti Parkban található.[22]
- Osztrák Vasúttörténeti Múzeum: A múzeum ampflwangi telephelyén található a WLF által 42.270 pályaszámúnak gyártott bolgár BDŽ 16.19 pályaszámú mozdony.[23]

### Luxemburg

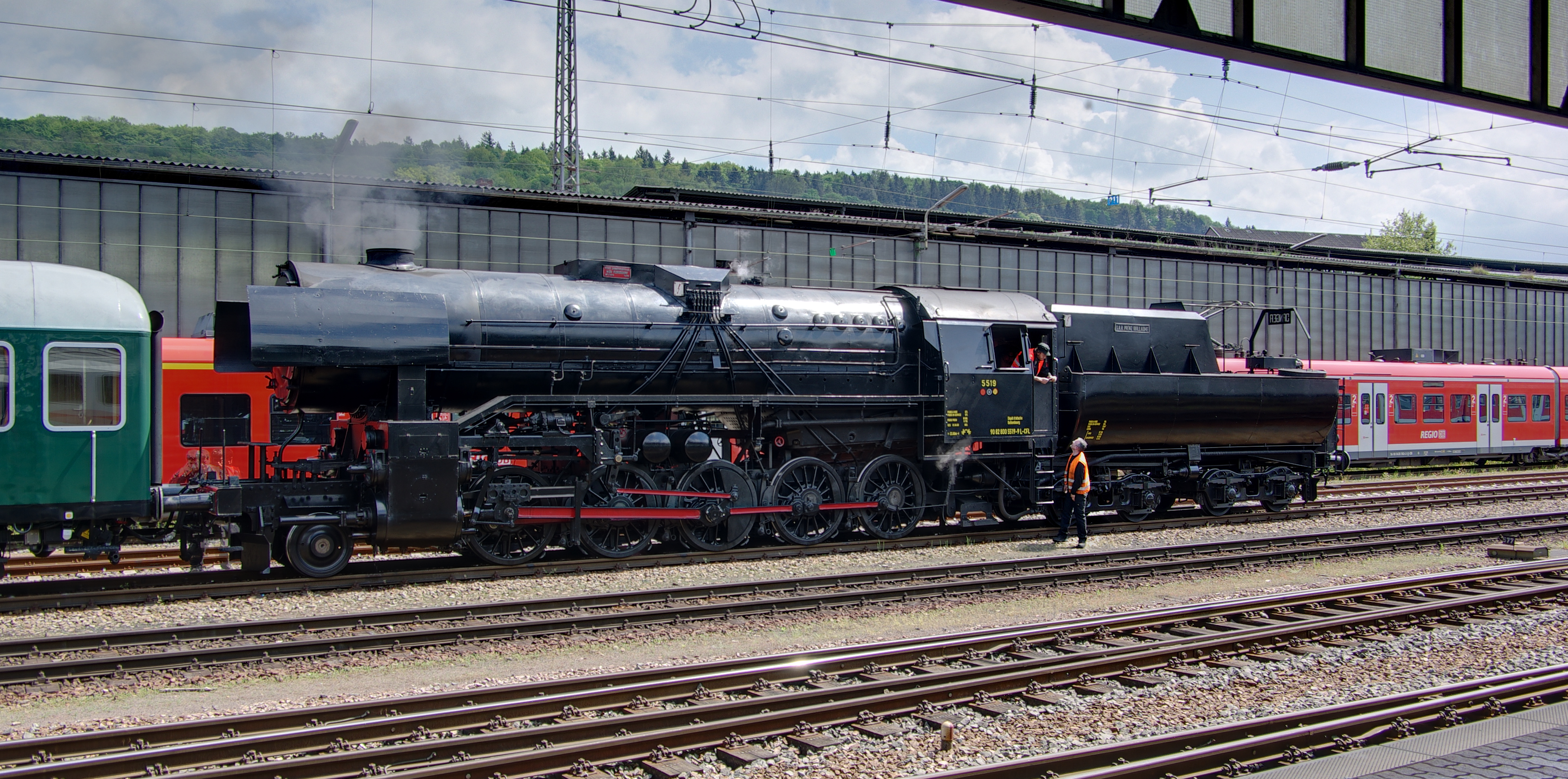
A CFL 5519 különvonattal Trierben a Főpályaudvaron HBF

- A CFL 5519 pályaszámú mozdony 42.2718-ként épült a WLF-nél és leállítását követően 1964-ben Bettemburgban egy közparkban mint szobor volt kiállítva. 1987-ben az 5519 a. s. b. l. egyesület kezdeményezte az 5519 felújítását amely időközben szétrozsdásodott, és a CFL műhelyében múzeumi célra előkészítették. Végül a Wenden keresztül Németországban a Meiningeni Gőzmozdonyművekben a mozdony újraszületett. 1991 augusztusa és decembere között néhány próbautat tett meg különvonatokkal Türingiába. Hivatalosan a mozdonyt 1992. május 16-án ünnepélyes keretek között adták át. A mai napig (2009), az 5519 a. s. b. l. egyesület gőzmozdonyos utakat szervez a CFL 5519-cel, amely esetenként még németországi úticélokat is érint.[16]

### Lengyelország

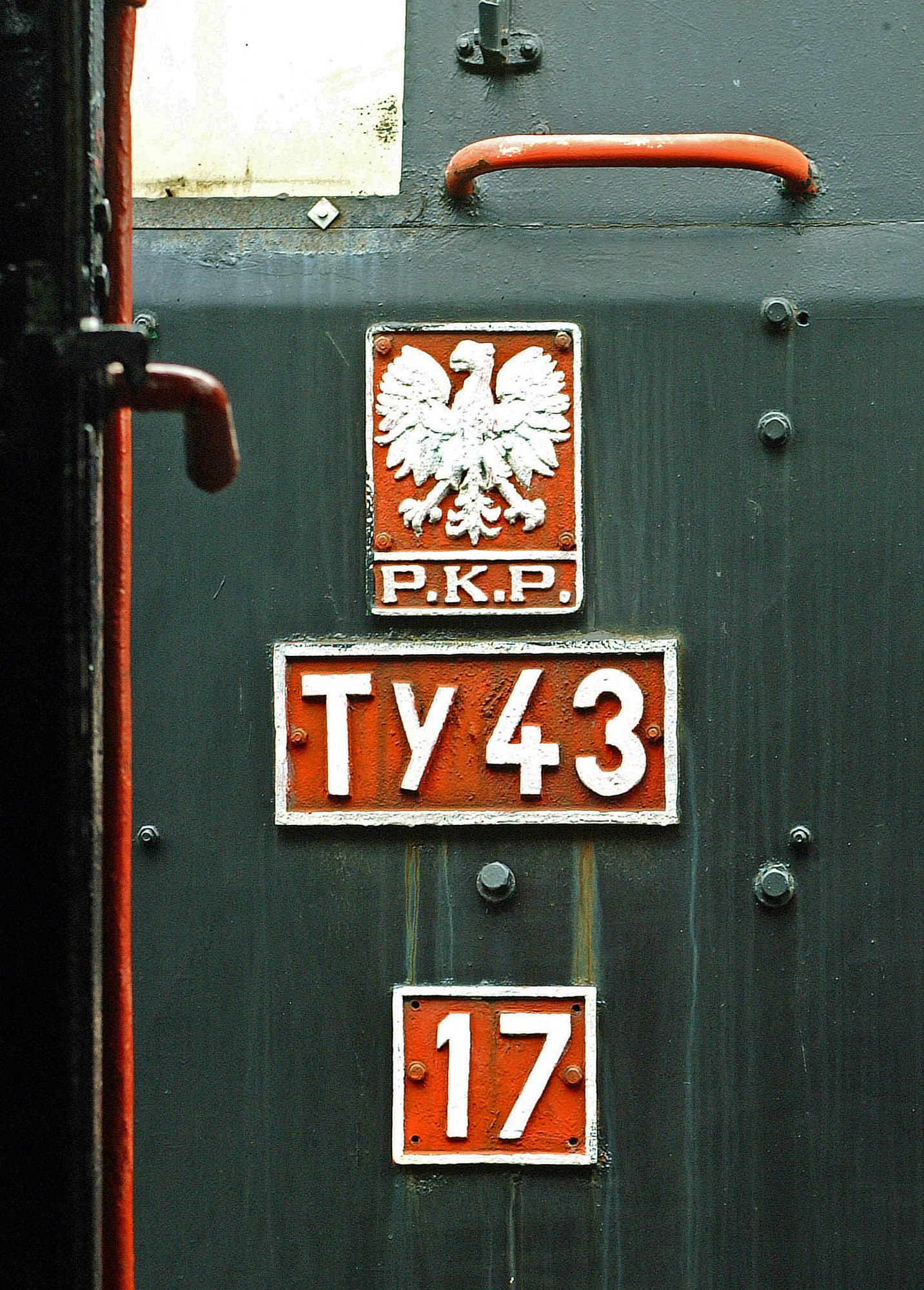
Feliratok a Ty43-17 vezetőfülkéjén

- A PKP Cargo ma még három mozdonnyal rendelkezik a Ty43 sorozatból. A TY3-2, korábban Ty43-126, valamint 42.1427 1944-ben a Schichau Művekben épült 4448 gyári számon működőképes múzeum mozdony, de jelenleg (2009 végén) nem üzemel. A mozdony 1990-ben a felújítás részeként mint múzeumi mozdony ismét az első lengyel pályaszámát kapta meg. A mozdony Gnieznoban található. A Ty43-92 és Ty43-123 nem üzemképes, Wolsztynban vannak az ottani fűtőházban. Egy további mozdony, a Ty43-17 a Warsói Vasúti Múzeumban található.[8]

## Fordítás
- Ez a szócikk részben vagy egészben  a   DRB-Baureihe 42 című német Wikipédia-szócikk fordításán alapul.  Az eredeti cikk szerkesztőit annak laptörténete sorolja fel. Ez a jelzés csupán a megfogalmazás eredetét és a szerzői jogokat jelzi, nem szolgál a cikkben szereplő információk forrásmegjelöléseként.